# Gladys Moreno
Pour les articles homonymes, voir Moreno.
Gladys Moreno Cuéllar, née à Santa Cruz de la Sierra (Bolivie) le 28 novembre 1933 et morte dans cette ville le 3 février 2005, est une chanteuse bolivienne.

## Biographie
Elle est fille de Romulus Moreno et de Hortensia Cuéllar.
Gladys Moreno a formé une famille avec Alfredo Tomelic avec lequel elle a eu une fille, Ana Carola.

## Récompenses, honneurs et distinctions
Le 30 septembre 2014, le président Evo Morales et le maire de Santa Cruz de la Sierra, Percy Fernández (es), ont inauguré Plaza 24 de Septiembre une statue en bronze de 2 mètres de haut en l'honneur de l'artiste. Un poème de Cruz Oscar Gutierrez Peña, La novia del viento ("La mariée du vent") est reproduit sur le socle,.